# ۲۸ آبان
۲۸ آبان دویست و چهل و چهارمین روز سال در گاه‌شماری خورشیدی است. به پایان سال ۱۲۱ روز (۱۲۲ روز در سال کبیسه) باقی‌است.

## رویدادها
- ۱۵ - پایان نبرد قادسیه
- ۱۳۳۲ - انتشار نخستین شماره مجله ستاره سینما
- ۱۳۳۴. شروع لویه‌جرگه (شورای عرفی) در کابل از سوی محمدداود برای حمایت از مسأله استقلال «پشتونستان» پاکستان. (تا ۳ قوس)(۲۰ تا ۲۵ نوامبر ۱۹۵۵)
- ۱۴۰۰ - آغاز اعتراضات ۱۴۰۰ اصفهان

## مناسبت ها
- روز جهانی مرد
- روز جهانی توالت
- روز جهانی فلسفه

## زادروزها
- ١١٨٣ - ملا محمد اشرفی، از مراجع تقلید
- ۱۳۲۸ - عبدالحسن ستارپور، خواننده
- ۱۳۴۱ - اردشیر کامکار، آهنگساز
- ۱۳۶۶ - وریا غفوری، فوتبالیست
- 1368 - سيد پيام بختياري، حقوقدان وكيل

## درگذشت‌ها
- ۱۵ - رستم فرخ‌هرمز، اسپهبد آذربادگان و پارت در زمان شاهی یزدگرد سوم
- ۱۳۵۵ - بهرام آرام، از اعضای سازمان مجاهدین خلق ایران
- ۱۳۶۵ - محمدتقی مدرس رضوی، از آموزگاران دانشگاه تهران
- ۱۳۹۸ - امیرحسین کبیری، از کشته‌شدگان اعتراضات آبان ۱۳۹۸ ایران
- ۱۴۰۲ - باقر مؤمنی، پژوهشگر علوم سیاسی و فعال سیاسی چپ‌گرا